# نظرية الصباغة
نظرية الصباغة (بالإنجليزية: Dyeing Theory)‏: تغطي نظرية الصباغة في الدرجة الأولى مجالا واسعا من مواضيع الكيمياء الفيزيائية. والغرض منها كما في جميع النظريات، وضع فرضيات يمكنها أن تعلل سلوك نظم الصباغة المعروفة، والقادرة على التنبؤ بما سيحدث لاحقاً.
و لنظرية الصباغة حيثيات نوعية نافعة في تعليل الصباغة العملية، ولكن القياسات الكيميائية الفيزيائية في عمليات الصباغة التي تعطي معلومات كمية، هي غالباً بعيدة عن معطيات الصباغة العملية الحقيقة.
ولا يوجد نظرية للصباغة قابلة للتطبيق عموما قادرة أن تشرح شرحا وافيا جميع الظواهر التي تحدث أثناء الصباغة. ولكن يوجد على أية حال نماذج متعددة تعطي أسسا لدراسة نظم الصباغة.
تهتم نظريات حركية الصباغ بطبيعة انتشار الصباغ في المبلمر الصلب. وخصوصا أنها تعتمد على نموذجين مختلفين أساسيين لانتشار الصباغ في الأليف، وهما نموذج الانتشار في الثقوب (porediffusion model) ونموذج الحجم الحر (free-volume model)ا.

## قوانين فيك للانتشار
لقد اكتشف فيك في منتصف القرن التاسع عشر بأن معدل انتشار الجزيئات عبر مقطع من وحدة المساحة (ds/dx) يتناسب مع تدرج تركيز الجزيئات مقاسا باتجاه الانتشار.
{\displaystyle {\bigg .}{\frac {ds}{dt}}=D{\frac {dc}{dx}}{\bigg .}}
ويسمى هذا القانون بقانون فيك للانتشار وفيه معامل الانتشار D وهو عامل تناسب يوصف طبيعة النظام. فهو لا يمثل أكثر من تعريف لمعامل الانتشار في حالة الاستقرار.
{\displaystyle D{\frac {d^{2}c}{dx^{2}}}{\bigg .}={\bigg .}{\frac {dc}{dt}}}
قانون فيك الثاني للانتشار يعبر عن شروط الحالة غير المستقرة، أي تحت ظروف يكون فيها تدرج التركيز متغيرا مع الزمن. الطرف اليساري من القانون يعبر عم كمية الصباغ المنتشرة داخلة أو خارجة من سطحي التلامس الحدودي للعنصر الحجمي في وحدة الزمن. الطرف اليميني من القانون يعبر عن كمية الصباغ المتراكمة في هذا العنصر الحجمي. فقانون فيك الثاني لا يمثل أكثر من توازن انتقال الكتلة. وثابت الانتشار D، نحصل عليه من عملية انتشار خاصة.

## بعض المواضيع التضمنة في نظرية الصباغة
- حالة الأصبغة في المحلول وفي الألياف أثناء وبعد الصباغة.
- معدل عمليات الصباغة وكيف تتأثر بالانتقال الكتلي للصباغ من الحمام الصباغي إلى السطح البيني للصباغ مع الليف، وبانتشار الصباغ من السطح إلى داخل الليف.
- الظواهر التي تحدث عند السطح البيني للصباغ مع الألياف، كامتزاز جزيء الصباغ ، وتأثيرات كمونات السطح.
- طبيعة التفاعل بين جزيئات الصباغ والألياف والتي هي أصل ألفة الصباغ.
- معاملة الصباغة كتوازن دينامي حراري وتوصيفها بمتغيرات دينامية حرارية.
- نظرية بنية الألياف وكيف تؤثر على معدل الصباغة وتوازنها.